# 1. Amateurliga Nordbaden 1952/53
Die 1. Amateurliga Nordbaden 1952/53 war die dritte Saison der 1. Amateurliga im Fußball in Nordbaden – dem Vorläufer der heutigen Verbandsliga Baden. Nordbadischer Amateurmeister wurde der FV Daxlanden, der in der Aufstiegsrunde zur II. Division den dritten Platz von fünf teilnehmenden Mannschaften erreichte und den Aufstieg nur knapp verfehlte.
Der FV Hockenheim nahm für Nordbaden an der deutschen Amateurmeisterschaft 1953 teil, scheiterte dort aber als Zweiter in der Gruppenphase.
Der VfB Knielingen, die TSG Rohrbach und der SC Käfertal mussten in die 2. Amateurliga absteigen. Aufsteiger für die folgende Saison waren die SpVgg Ilvesheim, die TSG Plankstadt und der VfR Pforzheim.
Als Absteiger aus der II. Division kamen für die folgende Saison der ASV Feudenheim und der VfL Neckarau.

## Abschlusstabelle
| Pl. | Verein                       | Sp. | Tore  | Punkte |
| --- | ---------------------------- | --- | ----- | ------ |
| 01. | FV Daxlanden                 | 28  | 70:37 | 37:19  |
| 02. | FV Hockenheim                | 28  | 61:47 | 35:21  |
| 03. | Dresdner SC Heidelberg (N)   | 28  | 45:37 | 33:23  |
| 04. | SG Kirchheim/Heidelberg (N)  | 28  | 51:44 | 32:24  |
| 05. | KSC Mühlburg-Phönix Amateure | 28  | 49:43 | 32:24  |
| 06. | SV Schwetzingen              | 28  | 52:47 | 30:26  |
| 07. | VfB Leimen                   | 28  | 57:53 | 30:26  |
| 08. | Amicitia Viernheim           | 28  | 45:35 | 29:27  |
| 09. | 1. FC Birkenfeld             | 28  | 45:35 | 29:27  |
| 10. | Olympia Kirrlach             | 28  | 62:55 | 28:28  |
| 11. | Germania Brötzingen          | 28  | 50:49 | 28:28  |
| 12. | Germania Friedrichsfeld      | 28  | 56:47 | 27:29  |
| 13. | VfB Knielingen (N)           | 28  | 51:47 | 27:29  |
| 14. | TSG Rohrbach                 | 28  | 31:77 | 13:43  |
| 15. | SC Käfertal (N)              | 28  | 31:92 | 10:46  |